# Mikrocodides hertha
Mikrocodides hertha är en hjuldjursart som beskrevs av Wulfert 1961. Mikrocodides hertha ingår i släktet Mikrocodides och familjen Epiphanidae. Inga underarter finns listade i Catalogue of Life.